# NGC 4195
NGC 4195 је спирална галаксија у сазвежђу Велики медвед која се налази на NGC листи објеката дубоког неба.
Деклинација објекта је + 59° 36' 56" а ректасцензија 12h 14m 18,1s. Привидна величина (магнитуда) објекта NGC 4195 износи 14,4 а фотографска магнитуда 15,1. NGC 4195 је још познат и под ознакама UGC 7244, MCG 10-18-10, CGCG 292-83, CGCG 293-4, PGC 39082.